# 雅各布·格里加尔
雅各布·格里加尔（1997年4月27日—），斯洛伐克男子皮划艇运动员。他曾代表斯洛伐克参加2016年和2020年夏季奥林匹克运动会皮划艇比赛，其中2020年奥运会获得一枚银牌。